# Municipio de Pirdop
El municipio de Pirdop (búlgaro: Община Пирдоп) es un municipio búlgaro perteneciente a la provincia de Sofía. Se ubica en el este de la provincia y por su término municipal pasa la carretera 6 que une Sofía con Burgas.

## Demografía
En 2011 tiene 8293 habitantes, de los cuales el 88,39% son búlgaros y el 3,06% gitanos. Su capital es Pirdop, donde viven nueve de cada diez habitantes del municipio.

## Localidades
El municipio comprende dos localidades (población en 2011):
- Pirdop - Пирдоп, 7485 habitantes
- Dushantsi - Душанци, 808 habitantes